# Елеонора Иванова (актриса)
Елеонора Иванова Иванова е българска актриса.

## Биография
Родена е на 26 юни 1998 г. в град София, България. Посещава театрални школи през детството си.
През 2017 г. завършва 164-та гимназия с преподаване на испански език „Мигел де Сервантес“. Същата година е приета в НАТФИЗ „Кръстю Сарафов“ в специалност актьорско майсторство за драматичен театър в класа на д-р Ивайло Христов, която завършва през 2021 г.
През декември 2020 г. е носителка на приза „Най-Най-Най“ за актриса на класа си, и на първата стипендия „Стефан Данаилов“, заедно с Боян Фърцов.

## Участия в театъра
Театър НАТФИЗ
1. „Клоунизация“ (импровизационен спектакъл) – режисьор Мартин Каров
2. „Отровата на любовта“ – режисьор Мартин Киселов
3. „Пътят към ада“ по мотиви от романа „Разяреният бик“ на Джейк Ламота – режисьор Ованес Торосян[6][7]
4. „Суматоха“ – режисьор Ивайло Христов

Театър 199
- Манди във „Времето е спряло“ от Доналд Маргулис – постановка Ивайло Христов[8][9]

Младежки театър „Николай Бинев“
- 2019 – „Ние, врабчетата“ от Йордан Радичков – режисьор Елица Петкова[10][11]

Европейска столица на културата – Пловдив 2019
- 2019 – Госпожица Янг и ШИН в „Търси се добрият“ от Бертолт Брехт – режисьор Ева Данаилова

YALTA ART ROOM
- 2020 – „Пътят към ада“ – режисьор Ованес Торосян[12][13]

Сатиричен театър „Алеко Константинов“
- 2021 – „Наздраве на живота!“ – режисьор Калин Сърменов[14]

Театър „София“
1. „Олд Сейбрук и последният страстен любовник“ от Уди Алън и Нийл Саймън – режисьор Николай Поляков[15][16]
2. „Кашонът“ от Клеман Мишел – режисьор Калин Ангелов[17][18]
3. „Развратникът“ от Е. Е. Шмит – режисьор Стоян Радев[19][20]
4. 2022 – „Пер Гюнт“ от Хенрик Ибсен – режисьор Катя Петрова[21][22][23]
5. 2022 – „Лулу“ от Франк Ведекинд – режисьор Крис Шарков[24][25][26]
6. 18 февруари 2023 г. – „Феята от захарницата“ от Катя Антонова – режисьор Елза Лалева[27]
7. 10 април 2023 г. – „Игри в задния двор“ от Една Мазия – режисьор Николай Поляков[28][29]

## Филмография
- „Пътят на честта“ (2019) – Млада Красимира
- „Страх“ (2020) – Бежанка, режисьор Ивайло Христов
- „Голата истина за група Жигули“ (2021) – приятелка на Лиза
- „Пакет по път“, късометражен филм – Влогърка, режисьор Елена Хрант
- „Братя“ (2021) – Полина Черкезова[30]
- „Отдел Издирване“ (2021) – Антония, режисьор Валери Божинов
- „Един асансьор разстояние“, късометражен филм – Ани, режисьор Крис Захариев
- „Чалга“ (2023) – Барбара, режисьор Мариан Вълев[31]
- „Шекспир като улично куче“ (2023) – Ива, режисьор Валери Йорданов[32]
- „The Wheels of Heaven“ (2023) – Ива, режисьор Бен Чарлс Едуардс

## Номинации
- 2023 – награда Полет в изкуството „Стоян Камбарев“[33][1]